# Saint-Vincent-de-Pertignas
Saint-Vincent-de-Pertignas è un comune francese di 362 abitanti situato nel dipartimento della Gironda nella regione della Nuova Aquitania.

## Società

### Evoluzione demografica
Abitanti censiti